# Telencefalo
Il telencefalo è la porzione dell'encefalo che presenta maggiore estensione nell'uomo. Assieme al diencefalo costituisce il cervello, organo primario del sistema nervoso centrale.
Il telencefalo ha forma ovoidale, con l'asse maggiore orientato in senso anteroposteriore, ed è posizionato all'interno della scatola cranica, esternamente al diencefalo. È suddiviso in due formazioni giustapposte e quasi identiche, denominate emisferi; l'emisfero destro riceve le sensazioni del lato sinistro del corpo, mentre per l'altro emisfero vale il contrario.
Tra le sue principali funzioni si possono elencare la ricezione di stimoli esterni e l'elaborazione di una risposta motoria, la memoria, le capacità decisionali.

## Disposizione e rapporti
Il telencefalo è posizionato all'interno della scatola cranica ed è separato dal tessuto osseo soltanto per l'interposizione di tre sottili strati meningei (dura madre, aracnoide, pia madre) e, occasionalmente, di piccole cisterne subaracnoidali ripiene di liquor. La superficie superiore, o dorsale, del telencefalo è convessa e si adatta sulla superficie interna concava delle ossa craniche, mentre la sua superficie inferiore, o ventrale, è invece pianeggiante.
Nella descrizione dei rapporti spaziali del telencefalo bisogna tener presente una piccola variazione semantica dei termini usati generalmente in anatomia: mentre il midollo spinale e tutte le altre formazioni corporee, infatti, si sviluppano in direzione verticale, nell'encefalo le strutture anatomiche vengono descritte in senso orizzontale. Nell'anatomia del telencefalo, dunque, alcuni termini abitualmente in uso per tutto il corpo umano assumono significati differenti:
- davanti: il termine "ventrale" diventa "rostrale"
- dietro: il termine "dorsale" diventa "caudale"
- sopra: il termine "craniale" diventa "dorsale"
- sotto: il termine "caudale" diventa "ventrale".

Il telencefalo è composto di due emisferi che sono separati fra loro da una grande scissura interemisferica, nella quale si va a posizionare la grande falce cerebrale, un sepimento sagittale di dura madre. Ognuno dei due emisferi presenta tre facce (mediale, laterale, inferiore) e tre margini arrotondati (superiore, inferomediale, inferolaterale).
La faccia mediale di ciascun emisfero è verticale e pianeggiante, e guarda verso la faccia corrispondente dell'emisfero controlaterale, da cui è separata per l'interposizione della grande falce cerebrale. In corrispondenza del margine inferomediale, le due facce mediali si mettono in continuità mediante una formazione commessurale, il corpo calloso.
La faccia laterale degli emisferi è modellata sulla superficie concava delle ossa del cranio, e pertanto assume un aspetto convesso.
La faccia inferiore di ogni emisfero si adagia sulle ossa della base cranica ed è divisa dalla scissura laterale in due porzioni:
- la porzione anteriore, frontale, è di dimensioni inferiori a quella posteriore e si appoggia sulle cavità orbitarie scavate nell'osso frontale;
- la porzione posteriore, temporooccipitale, è notevolmente estesa e prende rapporti con le ossa che compongono la base cranica e, nella sua regione più posteriore, con un sepimento meningeo a disposizione orizzontale, il tentorio del cervelletto, che separa il polo occipitale degli emisferi telencefalici dal cervelletto stesso.

## Derivazione embriologica
Il telencefalo deriva dalla vescicola proencefalica, estroflessione della doccia neurale che si forma attorno al 25º giorno dalla fecondazione. Questa primitiva vescicola si divide, attorno al 32º giorno dalla fecondazione, in altre due vescicole: la più caudale prende il nome di vescicola diencefalica, mentre la più rostrale prende il nome di vescicola telencefalica. Da quest'ultima, mediante successive divisioni, prendono origine tutte le formazioni del telencefalo definitivo.

## Struttura
A un esame macroscopico, la superficie del telencefalo umano (corteccia telencefalica o pallium, vedi sotto alla voce Stratificazione) appare irregolare per la presenza di numerosissimi solchi, che nel loro insieme delimitano un numero enorme di rilievi chiamati circonvoluzioni. Questa caratteristica, sviluppata al suo grado più elevato nella specie umana, prende il nome di girencefalia, e acquista una grande importanza per la sua capacità di aumentare notevolmente la superficie telencefalica disponibile.
Tra i vari solchi che percorrono la superficie telencefalica, se ne possono individuare alcuni più marcati ed evidenti: questi prendono il nome di scissure. Alcune di queste scissure, approfondendosi nella corteccia telencefalica, partecipano alla sua suddivisione in lobi.

### Scissure principali
Le scissure che segnano il confine tra i vari lobi sono principalmente cinque, e cioè:
- scissura centrale (di Rolando)
- scissura laterale (di Silvio)
- scissura parietoccipitale
- scissura calcarina
- scissura limbica.

La scissura centrale (di Rolando) comincia in corrispondenza del margine superiore dell'emisfero telencefalico, circa verso la sua metà, e percorre tutta la faccia laterale in direzione approssimativamente verticale, per arrestarsi a breve distanza dalla scissura laterale. Essa divide il lobo frontale, anteriore, dal lobo parietale, posteriore. Sulla faccia mediale degli emisferi, la scissura centrale si approfonda in mezzo a una grossa piega di passaggio fra i due lobi, il lobulo paracentrale.

Anteriormente e posteriormente alla scissura centrale si trovano due circonvoluzioni di grande importanza, rispettivamente assegnate alla funzione motoria e alla funzione sensitiva: la circonvoluzione precentrale (o prerolandica) e la circonvoluzione postcentrale (o postrolandica).
La scissura laterale (di Silvio) separa il lobo frontale in avanti e il lobo parietale indietro dal lobo temporale, che viene a trovarsi in posizione inferiore rispetto alla scissura stessa. Originata più o meno in corrispondenza dell'estremità inferiore di un piano frontale che divide a metà il lobo anteriore del telencefalo, la scissura laterale si dirige verso il polo posteriore con decorso leggermente obliquo verso l'alto, per poi biforcarsi a Y. Come già ricordato, la scissura laterale non viene raggiunta dalla scissura centrale, che si arresta a poca distanza da essa.
La scissura parietoccipitale poco profonda, origina nello stesso punto della scissura calcarina, sulla parete mediale degli emisferi telencefalici, e si dirige in alto e obliquamente sino al margine superiore: da qui, essa procede sulla faccia laterale, delimitando un confine tra il lobo parietale, anteriormente, e il lobo occipitale, posteriormente. La porzione della scissura che decorre sulla faccia mediale degli emisferi telencefalici prende il nome di scissura perpendicolare interna, mentre quella che decorre sulla faccia laterale viene chiamata scissura perpendicolare esterna.
La scissura calcarina è l'unica, delle scissure qui descritte, a non individuare il confine tra due o più lobi corticali. Essa percorre la faccia mediale degli emisferi telencefalici con decorso pressoché orizzontale, dalla confluenza con la scissura perpendicolare interna sino al margine superiore, per poi esaurirsi in un breve tratto che attraversa la faccia laterale degli emisferi. Attorno alla scissura calcarina si dispone l'area visiva primaria, di fondamentale importanza per il meccanismo della visione.
La scissura limbica si riscontra solo sulla faccia mediale degli emisferi. Essa segue il decorso del corpo calloso: originata infatti inferiormente al rostro, descrive una curva a concavità inferiore e termina nella porzione posteriore della faccia mediale, al di sotto dello splenio del corpo calloso. La scissura limbica divide i lobi frontale e parietale, superiori, dal lobo limbico, inferiore.
Oltre a queste cinque scissure, anche definite scissure primarie, la superficie affiorante della corteccia telencefalica presenta altri solchi di minore importanza, interni ai lobi. Qualora ce ne fosse il bisogno, esse verranno descritte nella parte riguardante i singoli lobi.

### Lobi
I lobi in cui è suddivisa la corteccia telencefalica sono sei:
- lobo frontale
- lobo parietale
- lobo temporale
- lobo occipitale
- lobo limbico
- lobo dell'insula

Questi lobi hanno un'estensione approssimativamente uguale su entrambi gli emisferi telencefalici: talvolta, tuttavia, essi possono presentare particolari circonvoluzioni su un solo emisfero e non sull'altro. Questa caratteristica rende ragione del concetto di dominanza emisferica, ovvero di quel principio che assegna a un solo emisfero (generalmente il sinistro, anche se il 30% della popolazione sembra non presentare differenze sostanziali tra i due emisferi) alcune tra le più importanti funzioni della vita di relazione, come il linguaggio. Questo concetto verrà maggiormente approfondito nel paragrafo funzioni.

## Stratificazione
Il telencefalo è suddiviso in tre strati che si susseguono dall'esterno all'interno, e che rispettivamente sono:
- la corteccia cerebrale o pallium
- la sostanza bianca del telencefalo
- i nuclei della base.

### Corteccia cerebrale
L'architettura generale della corteccia telencefalica (o pallium) è già stata descritta nella sezione Lobi. Per completare la descrizione da un punto di vista funzionale, oltre che anatomico, è necessario però aggiungere un richiamo alla principale strategia di localizzazione topografica delle diverse aree funzionali della corteccia, ovvero la classificazione di Brodmann, e all'architettura cellulare della corteccia stessa o citoarchitettonica.

#### Classificazione di Brodmann
Secondo la classificazione di Brodmann, sulla superficie della corteccia telencefalica è possibile individuare 52 aree (chiamate per questo aree di Brodmann) con diverse caratteristiche citoarchitettoniche e funzionali. Una loro approssimativa rappresentazione si può vedere nella figura sulla sinistra.
L'area somestesica primaria (in verde), che riceve impulsi della sensibilità somatica generale di tutto il corpo, è localizzata nella circonvoluzione postcentrale e precisamente nelle aree 3, 1 e 2 del lobo parietale. In queste aree è possibile riscontrare una rappresentazione somatotopica di tutte le diverse parti del corpo umano, che prende il nome di homunculus sensitivo: è questa una vera e propria mappa dei territori corticali che vengono eccitati dagli stimoli provenienti da una data zona cutanea. Il termine "homunculus" è dovuto al fatto che la rappresentazione del corpo umano appare grottesca e sproporzionata: questo avviene perché ogni parte del corpo è rappresentata nell'homunculus non in base alla sua reale estensione spaziale, bensì in base al numero di recettori che sono in essa concentrati. Conseguenza di questo principio è che le aree corticali deputate alla ricezione degli stimoli provenienti dal viso, dalle labbra e dalla mano sono innaturalmente grandi, mentre quelle assegnate al tronco e alle gambe appaiono molto più piccole della reale estensione corporea di questi territori.
L'area motrice (o motoria) primaria (in rosso), localizzata sulla circonvoluzione precentrale del lobo frontale, è costituita dall'area 4. A questo territorio corticale è assegnata la funzione di generare gli impulsi motori per tutti i muscoli corporei: pertanto, in esso è presente un homunculus motorio analogo a quello sensitivo, anche se con qualche minima differenza. Nell'homunculus motorio, infatti, occupano una grande estensione i territori dedicati all'innervazione dei muscoli mimici del volto e dei muscoli della mano, mentre il torso è minimamente rappresentato. Anteriormente a quest'area è situata l'area premotrice (o premotoria) o area motrice secondaria (area 6).
Adiacente a quest'ultima è l'area motoria supplementare (AMS o SMA), situata nella posizione superomediale dell'emisfero cerebrale, nel lobo frontale. Essa sconfina sulla faccia mediale fino al giro del cingolo. Nell'AMS c'è una rappresentazione somatotopica del corpo. Riceve circuiti dai nuclei della base telencefalica.
Scambia molte fibre con la controlaterale attraverso il corpo calloso, è una di quelle con più collegamenti con l'altro emisfero.
Riceve fibre sottocorticali dal lobo parietale posteriore, dall'area motoria parietale superiore.
Dà efferenze corticospinali dirette (via piramidale anteriore, 30 000 fibre all'incirca) e fibre alla corteccia motoria.
In caso di lesioni si ha una grave aprassia con perdita della coordinazione bimanuale degli arti.
L'AMS regola il tono muscolare nei movimenti manuali fini, ha una memoria motoria complessa nella gestualità e nei comportamenti.
L'area visiva primaria (in blu) occupa la posizione dell'area 17 nella classificazione di Brodmann, sul lobo occipitale, e rappresenta l'area corticale alla quale giungono le afferenze provenienti dalla retina. Accanto a essa si possono osservare, in direzione mediolaterale, l'area visiva secondaria (area 18) e l'area visiva terziaria (area 19).
L'area acustica (o uditiva) primaria (in viola) è posta sulla faccia laterale del lobo temporale e corrisponde all'area 22 di Brodmann. A essa giungono la maggior parte delle afferenze della via acustica centrale. In direzione laterale essa continua con l'area acustica (o uditiva) secondaria (area).
L'area gustativa (in giallo), identificata nell'area 43 del lobo dell'insula, è considerata uno dei centri a cui afferiscono gli stimoli della sensibilità gustativa. Essa peraltro non è il centro principale, poiché è stato dimostrato come la maggior parte degli stimoli di natura gustativa giungano all'area somestesica primaria.
L'area primaria del linguaggio o area di Broca (in arancio) è un'estensione dell'aria motrice primaria che si occupa esclusivamente dell'innervazione dei muscoli della fonazione. È stata identificata nelle aree 44 e 45 del lobo frontale.

#### Lamine
La neocorteccia, in seguito allo sviluppo di tecniche di colorazione come il metodo di Golgi, di Cajal, di Nissl o di Weigert è stata divisa in sei lamine o strati paralleli alla superficie corticale dalle caratteristiche peculiari. Dal più superficiale al più profondo sono: la lamina I (strato molecolare), la lamina II (strato granulare esterno), la lamina III (strato piramidale), la lamina IV (strato granulare interno), la lamina V (strato ganglionare) e la lamina VI (strato multiforme).
- I - Lo strato molecolare o plessiforme, è il più superficiale e il più povero di corpi cellulari. Contiene quasi esclusivamente corpi di cellule orizzontali con i loro lunghi dendriti, dendriti di cellule piramidali, le ramificazioni dell'assone delle cellule del Martinotti, fibre afferenti provenienti da neuroni subcorticali. I dendriti e gli assoni delle cellule orizzontali hanno per l'appunto decorso orizzontale mentre quelli delle cellule piramidali e del Martinotti hanno decorso verticale con rami collaterali trasversali od orizzontali. In generale, comunque le fibre orizzontali sono prevalenti e formano un plesso denso al centro di questo strato. È uno strato a cui giungono principalmente fibre afferenti.
- II - Lo strato granulare esterno è uno strato più sottile del molecolare ed è il più sottile dopo lo strato granulare interno. Contiene i corpi di piccole cellule piramidali, cellule neurogliaformi, i dendriti di cellule non piramidali spinose, dendriti delle cellule orizzontali (ma in misura molto minore rispetto allo strato molecolare), assoni ascendenti delle cellule del Martinotti e di quelle a doppio bouquet, dendriti di cellule fusiformi o bipolari. Le fibre sono in prevalenza a decorso verticale e sono meno dense rispetto allo strato molecolare. Questo strato dà origine in particolare a fibre associative corticocorticali corte.
- III - Lo strato piramidale o piramidale esterno è uno strato molto spesso, in cui le cellule piramidali di ogni tipo sono i neuroni più rappresentati. Questo strato contiene anche i corpi cellulari di molte cellule non piramidali spinose, alcune cellule neurogliaformi e fusiformi, cellule a canestro, assoni ascendenti delle cellule del Martinotti e dendriti di quelle a doppio bouquet. Le fibre sono in prevalenza a decorso verticale e si addensano maggiormente in profondità, avvicinandosi allo strato granulare interno. Questo strato possiede le suddivisioni IIIa, IIIb e IIIc. Questo strato dà origine soprattutto a fibre associative corticocorticali lunghe.
- IV - Lo strato granulare interno è lo strato più sottile della corteccia cerebrale. Contiene i corpi cellulari di piccole cellule piramidali e delle cellule a doppio bouquet, cellule non piramidali spinose, oltre a fibre da altre cellule piramidali, dagli assoni delle cellule del Martinotti, infine corpi e assoni delle cellule a canestro. Le fibre sono molto dense e orizzontali e l'addensamento presente al suo interno è detto banda esterna di Baillarger. È lo strato che riceve il maggior numero di fibre afferenti.
- V - Lo strato ganglionare o piramidale interno è uno spesso strato in cui sono contenuti i corpi delle più grandi cellule piramidali della corteccia cerebrale. Contiene anche corpi delle cellule neurogliaformi e del Martinotti e dendriti delle cellule a doppio bouquet. Le fibre molto dense e orizzontali formano la banda interna di Baillarger, ma è uno strato ricco di fibre ascendenti e discendenti. Dà origine a fibre proiettive efferenti corticostriate, corticopontine, corticobulbari e corticospinali, ma anche fibre associative corticocorticali e fibre corticotalamiche.
- VI - Lo strato multiforme è lo strato più spesso e più profondo della corteccia cerebrale continuo nei suoi stati più profondi con la sostanza bianca senza una netta demarcazione. È così chiamato per la grande eterogeneicità di cellule presenti al suo interno che comunque tendono ad avere un pirenoforo di dimensioni medie o piccole. Contiene ben poche cellule piramidali, ma molte cellule del Martinotti e neurogliaformi, oltre a molti dendriti delle cellule piramidali del soprastante strato ganglionare e di cellule a pennacchio e fusiformi. Il decorso delle fibre è vario, ma è lo strato più ricco di fibre nervose della corteccia cerebrale (e quello più ricco di fibre mieliniche), soprattutto nei suoi stati più profondi data la vicinanza con la sostanza bianca. Da questo strato origina la maggioranza delle fibre corticotalamiche, ma riceve anche un certo contingente di fibre afferenti.

#### Varianti regionali
La neocorteccia presenta cinque varianti regionali denominate agranulare, frontale, parietale, granulare e polare. Le varianti agranulare e granulare della neocorteccia contengono solo cinque delle sei lamine distinte invece negli altri tre tipi di neocorteccia oppure ne contengono sei ma poco sviluppate. In base alla presenza di tutte le lamine o meno si distinguono così le cortecce omotipiche (frontale, parietale e polare) che contengono tutte le lamine e le cortecce eterotipiche (agranulare e granulare) dove non sono tutte ben rappresentate.
- La corteccia agranulare presenta le lamine II (strato granulare esterno) e IV (strato granulare interno) poco sviluppate, tuttavia nella lamina V (strato piramidale) contiene un maggior numero di grandi cellule piramidali rispetto agli altri tipi di corteccia. È diffusa nelle aree motorie della corteccia come il giro precentrale (area 4) sede della corteccia motoria primaria, la corteccia premotoria (area 6) ma anche il giro paraolfattivo o area subcallosa, parte del sistema limbico. È il tipo di corteccia più spessa.
- La corteccia granulare possiede lo strato granulare esterno particolarmente sviluppato con numerose cellule non piramidali spinose al loro interno e piccole cellule piramidali. Poco sviluppata la lamina III (strato piramidale). È un tipo di corteccia associato ad aree a cui giungono molte fibre afferenti, compone infatti la corteccia somatosensitiva primaria (giro postcentrale), la circonvuluzione temporale superiore (un'area con afferenze acustiche), l'area striata (afferenze visive). Dopo la corteccia polare, è la corteccia più sottile.
- La corteccia frontale possiede le lamine II e IV poco sviluppate, similmente alla corteccia agranulare, ma nella sua lamina III (strato piramidale) e V (strato ganglionare) sono molto numerose le cellule piramidali di dimensioni medio-piccole. È la corteccia più spessa dopo quella agranulare. È diffusa in buona parte del lobo frontale fatta eccezione per le aree 10 e 46 e per il giro retto, nel lobo parietale presso l'area 7 e nella circonvoluzione temporale inferiore del lobo temporale.
- La corteccia parietale ha le lamine II e IV più sviluppate della frontale, similmente a essa possiede un gran numero di cellule piramidali di dimensioni piccole o medie e possiede un numero elevato di cellule stellate. Insieme alla frontale, è il tipo di corteccia più diffuso del telencefalo. Comprende il giro angolare, il giro sopramarginale, la circonvoluzione temporale media e superiore e le aree 10 e 46 del lobo frontale. La sua corteccia ha uno spessore intermedio tra i cinque tipi.
- La corteccia polare presenta una lamina III (strato piramidale) sottile rispetto agli altri tipi di corteccia, possiede un buon numero di cellule stellate ma in misura minore rispetto allo strato granulare. È il tipo di corteccia più sottile e meno rappresentata. Ne fa parte la corteccia più prossima ai poli frontale e occipitale e l'area parastriata o area visiva secondaria (area 18).

#### Citoarchitettonica
La corteccia telencefalica può essere filogeneticamente divisa in tre porzioni, a seconda del loro ordine di comparsa nell'evoluzione animale: dalla più antica alla più recente, queste porzioni sono l'archipallium, il paleopallium e il neopallium. L'archipallium e il paleopallium, filogeneticamente antecedenti e quindi presenti anche negli animali meno evoluti, presentano una citoarchitettonica relativamente semplice e uniforme, che prende il nome di allocortex o corteccia eterogenetica; la corteccia del neopallium, invece, che è prerogativa degli animali superiori e dunque più complessa, prende il nome di isocortex o corteccia omogenetica.
L'isocortex può a sua volta essere divisa in due strutture differenti, che si alternano nelle diverse zone dell'encefalo a seconda della funzione a cui sono deputate:
- Una corteccia omotipica, dove i diversi tipi cellulari sono rappresentati più o meno nella stessa misura
- Una corteccia eterotipica, dove invece si osserva la prevalenza[8] di un tipo neuronale su tutti gli altri.

La neocorteccia è formata da tre grandi famiglie di neuroni: le cellule piramidali, le cellule non piramidali spinose e le cellule non piramidali non spinose.
- Le cellule piramidali sono la forma neuronale più comune della corteccia cerebrale. Sono così chiamate perché il loro pirenoforo assume spesso forma triangolare oppure a fiasco e ha un diametro di 10-80 µm. I loro corpi cellulari sono localizzati in particolare nelle lamine III (strato piramidale) e V (strato ganglionare) della corteccia cerebrale. Le cellule piramidali possiedono un dendrite apicale particolarmente lungo e sviluppato che risale negli strati della corteccia con scarse ramificazioni diminuendo progressivamente di diametro sino ad arborizzarsi diffusamente solo negli strati più superficiali. Oltre al dendrite apicale ciascuna cellula piramidale possiede numerosi dendriti basali, più corti, che hanno un decorso diagonale o orizzontale che varia da poche decine di micrometri fino a 1 mm, tendono quindi a rimanere nello stesso strato della corteccia in cui si trova il pirenoforo della cellula. I dendriti basali si ramificano diffusamente anche a breve distanza dal pirenoforo. Sia il dendrite apicale sia i dendriti basali delle cellule piramidali sono ricchi di spine dendritiche e maggiore è la distanza dal pirenoforo, maggiore tende a essere il loro numero. L'assone delle cellule piramidali origina generalmente nella porzione basale del pirenoforo, spesso all'opposto rispetto al dendrite apicale. È sottile, non presenta ramificazioni, si dirige profondamente con un decorso spesso perpendicolare alla superficie della corteccia prima negli strati profondi della corteccia, quindi nella sostanza bianca dove prosegue sotto forma di fibra mielinica. Le cellule piramidali sono neuroni di proiezione che usano nelle loro sinapsi neurotrasmettitori eccitatori, principalmente il glutammato e l'aspartato.
- Le cellule non piramidali spinose dette anche cellule stellate spinose, sono la famiglia di neuroni multipolari più abbondanti nella corteccia cerebrale dopo le cellule piramidali. I loro corpi cellulari sono piccoli con un diametro di 5-10 µm e sono localizzati in particolare nella lamina IV (strato granulare interno). Possiedono numerosi dendriti primari provvisti di spine che si irradiano dal pirenoforo e percorrono una distanza variabile all'interno della corteccia cerebrale, ramificandosi diffusamente. I loro assoni sono molto spesso confinati alla corteccia e non mielinizzati, hanno un decorso tendenzialmente verticale e si portano verso le lamine più superficiali della corteccia. Il neurotrasmettitore più diffuso nelle loro sinapsi è il glutammato.
- Le cellule non piramidali non spinose dette anche cellule stellate non spinose, sono la famiglia di neuroni meno diffusa ma più eterogenea della corteccia cerebrale. In realtà, malgrado il nome, alcune di esse possiedono spine dendritiche ma in misura minore rispetto alle due famiglie precedenti. Sono cellule dalla forma assai variabile, accomunate dall'avere assoni confinati alla sostanza grigia e quindi tendenzialmente amielinici o poco mielinizzati. Il decorso dei loro dendriti o assoni può essere orizzontale, radiale o verticale, a seconda del tipo di cellula. Sono tutti accomunati dal fatto di essere interneuroni inibitori, per cui il loro neurotrasmettitore principale è il GABA, rara la glicina. Diffusa la presenza di vescicole dense contenenti neuropeptidi (anche più di un tipo per cellula) come il neuropeptide Y, la sostanza P, il VIP, la colecistochinina e la somatostatina. All'interno di questa classe di neuroni si distinguono numerose cellule in base alla forma dei pirenofori o a quella delle ramificazioni dendritiche o assonali. Le più note sono le cellule orizzontali, le cellule a canestro, le cellule a candelabro, le cellule a doppio bouquet, le cellule di Martinotti, le cellule fusiformi, le cellule neurogliaformi, le cellule bipolari.
  - Le cellule orizzontali sono neuroni dal pirenoforo fusiforme, con l'asse maggiore disposto orizzontalmente, molto comuni nella lamina I (strato molecolare) e II (strato granulare esterno) della corteccia cerebrale. Possiedono lunghi dendriti (rispetto alle altre cellule non piramidali) che si dipartono orizzontalmente dal corpo cellulare, ramificandosi spesso all'interno dello stesso strato in cui si trova il pirenoforo. I loro assoni poco dopo l'origine dal corpo cellulare si dividono in due rami che decorrono orizzontalmente in direzioni opposte nello stesso strato; spesso a originare l'assone è un dendrite.
  - Le cellule a canestro sono neuroni dal pirenoforo di forma irregolare e variabile per forma e dimensioni, diffuse nella lamina IV (strato granulare interno). Possiedono numerosi e corti dendriti che decorrono radialmente rispetto al pirenoforo e si ramificano in prossimità di esso. Gli assoni sono brevi, hanno decorso verticale ed in prossimità della loro cellula bersaglio (di norma una cellula piramidale) si ramificano orizzontalmente avviluppandola in una rete che ricorda un canestro, da qui il nome di queste cellule. Formano sinapsi assondendritiche o assosomatiche.
  - Le cellule a candelabro possiedono un pirenoforo di forma variabile, spesso tondeggiante o ovalare posto nella lamina III (strato piramidale) della corteccia cerebrale, più raramente nella parte profonda della lamina II (strato granulare esterno) e in quella superficiale della lamina IV (strato granulare interno). L'albero dendritico origina o dal polo superiore o da quello inferiore del corpo. I loro assoni hanno decorso ascendente qualora queste cellule si trovino nella suddivisione IIIa dello strato piramidale, la più superficiale, in quella intermedia, la IIIb, possono avere decorso ascendente o discendente, mentre nella profonda, la IIIc, hanno decorso discendente. Gli assoni si ramificano poco dopo l'origine e si dirigono in prossimità della cellula piramidale bersaglio dove emettono rami verticali che seguono i coni d'emergenza degli assoni di questa.
  - Le cellule a doppio bouquet o a doppio pennacchio sono neuroni dal pirenoforo ovalare o fusiforme, posto nelle lamine II (strato granulare esterno) e III (strato piramidale). Possiedono almeno due alberi dendritici, uno ascendente e uno discendente, ampiamente ramificati. Il loro assone poco dopo l'origine si divide in due rami, uno ascendente verso la lamina II e uno discendente verso la lamina V che emettono a loro volta dei rami collaterali.
  - Le cellule di Martinotti sono una varietà di cellule a doppio pennacchio di cui fanno parte anche le cellule a doppio bouquet, i loro pirenofori, piccoli e irregolari, si trovano nelle lamine V (strato ganglionare) o VI (strato multiforme). I loro dendriti si dipartono da tutto il pirenoforo tranne che nella porzione basale, decorrono radialmente e sono piuttosto corti e ramificati. La loro caratteristica è un lungo assone ascendente originante dal polo superiore della cellula che si porta sino alla lamina I (strato molecolare) e qui si arborizza diffusamente.
  - Le cellule fusiformi o bipolari, sono neuroni dal pirenoforo ovoidale situato nella lamina IV (strato granulare interno) della corteccia cerebrale. Possiedono un dendrite ascendente e un dendrite discendente con scarse ma lunghe ramificazioni che possono raggiungere rispettivamente lo strato II (strato granulare esterno) e lo strato VI (strato multiforme). Nel complesso l'albero dendritico che si forma è molto stretto. Il loro assone origina autonomamente o da un dendrite e si dirige verticalmente poco dopo l'origine, seguendo la conformazione di uno degli alberi dendritici.
  - Le cellule neurogliaformi o "a ragnatela", sono neuroni dal pirenoforo sferico dal diametro di circa 10 µm, diffuse all'interno delle lamine II (strato granulare esterno), III (strato piramidale), o IV (strato granulare interno) con una posizione dipendente dal tipo di corteccia cerebrale. Possiedono un numero variabile di corti dendriti principali che decorrono radialmente rispetto al pirenoforo e si ramificano ampiamente, da qui la rassomiglianza con una ragnatela. L'albero dendritico che si viene a formare è pressoché sferico. Il loro assone decorre spesso orizzontalmente o trasversalmente, è più lungo dei dendriti (mediamente il triplo) e si ramifica distalmente.

Le cellule della neocorteccia sopraelencate possono essere ulteriormente divise in base alla direzione dei loro assoni, si distinguono perciò neuroni corticifughi (i cui assoni si dirigono verso la periferia) e neuroni corticicoli (i cui assoni si dirigono verso altri strati della corteccia, hanno funzioni associative). Di seguito è riportata una tabella riassuntiva.
| Neuroni corticifughi | Neuroni corticicoli                    |
| -------------------- | -------------------------------------- |
| Cellule piramidali   | Cellule a doppio pennacchio dendritico |
| Cellule polimorfe    | Cellule del Martinotti                 |
| Granuli              | Cellule orizzontali                    |
|                      | Cellule marginali                      |
|                      | Cellule del 2º tipo di Golgi           |

### Sostanza bianca
La sostanza bianca del telencefalo costituisce lo strato interposto fra il pallium e i nuclei della base: in una sezione condotta al di sopra del corpo calloso essa si presenta molto espansa e costituisce pertanto il cosiddetto centro semiovale. Questo è composto di diversi tipi di fibre, ossia:
- fibre di proiezione, che si distinguono a loro volta in:
  - corticifughe (cioè originate da neuroni della corteccia e dirette a centri sottocorticali)
  - corticipete (cioè a provenienza prevalentemente talamica, ottica e acustica e dirette verso neuroni corticali)
- fibre di associazione, che si distinguono a loro volta in:
  - interemisferiche (cioè che collegano territori omologhi dei due emisferi), prevalentemente dirette o provenienti dal corpo calloso
  - intraemisferiche (cioè che collegano circonvoluzioni più o meno distanti dello stesso emisfero), denominate anche fibre arcuate.

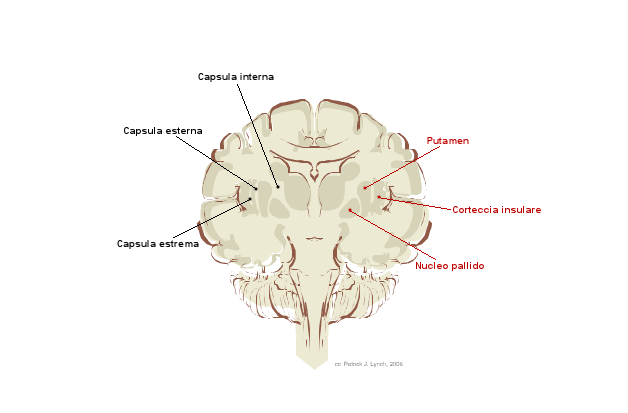
Sezione frontale dell'encefalo che mostra l'organizzazione della sostanza bianca attorno alle formazioni grigie sottocorticali (immagine di Patrick J. Lynch)

Più in profondità rispetto al centro semiovale, la sostanza bianca si organizza ad avvolgere con lamine i nuclei della base e i nuclei del talamo, formando tre capsule: la capsula interna, la capsula esterna e la capsula estrema.
La capsula interna è una formazione bianca laminare interposta fra:
- medialmente, il talamo e il nucleo caudato
- lateralmente, il nucleo lenticolare.

La maggior parte della capsula interna è costituita da fibre corticipete di provenienza talamica, mentre solo nella porzione più ventrale decorrono fibre corticifughe dirette al tronco encefalico e al midollo spinale. In una sezione orizzontale passante circa a livello dei tubercoli quadrigemelli superiori, si distinguono nella capsula interna un braccio posteriore, un ginocchio e un braccio anteriore, in cui decorrono le seguenti fibre:
- braccio posteriore: fibre cortico-spinali (per il midollo spinale), talamo-corticali (radiazione talamica superiore), in parte anche fibre cortico-tettali (per la lamina quadrigemina), cortico-rubre (per il nucleo rosso) e cortico-reticolari (per la formazione reticolare)
- ginocchio: fibre cortico-nucleari per i nuclei somatomotori dei nervi encefalici, fibre cortico-reticolari
- braccio anteriore: fibre talamo-corticali (radiazione talamica anteriore), fibre cortico-pontine (per il ponte, fibre cortico-ipotalamiche (per l'ipotalamo)

La capsula esterna è una lamina sottile interposta fra:
- medialmente, la faccia laterale del putamen
- lateralmente, il claustro.

Essa è attraversata principalmente da fibre cortico-tegmentali, dirette cioè verso il mesencefalo.
La capsula estrema, molto esile, è interposta fra:
- medialmente, il claustro
- lateralmente, la corteccia del lobo dell'insula.

Le fibre che la compongono sono per la maggior parte di associazione tra i lobi insulare, parietale e temporale.
Alla sostanza bianca del telencefalo appartengono anche alcuni sistemi commissurali, ossia di collegamento tra i due emisferi, che hanno la caratteristica di essere impari e mediani. Questi sistemi sono il corpo calloso, il setto pellucido, il fornice e la commessura anteriore.

### Nuclei della base

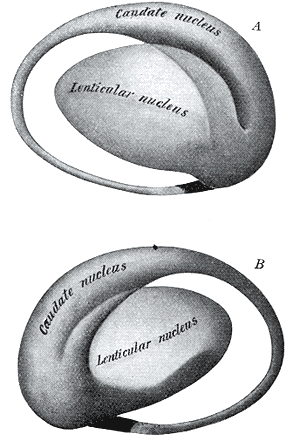
Ricostruzione schematica del corpo striato

I nuclei della base o gangli della base sono formazioni grigie situate profondamente nella sostanza bianca telencefalica, in stretto rapporto con il talamo. Essi comprendono:
- il claustro
- l'amigdala
- il corpo striato, comprendente a sua volta:
  - il nucleo caudato
  - il nucleo lenticolare, definizione che viene usata per indicare due nuclei strettamente connessi, il pallido ed il putamen.

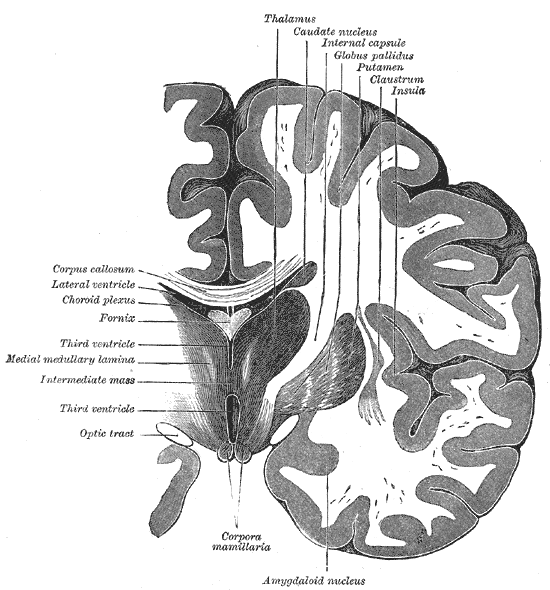
Sezione frontale dell'encefalo che dimostra la posizione dei nuclei della base e delle formazioni ad essi adiacenti

Come tutte le formazioni encefaliche, anche i nuclei della base presentano differente origine filogenetica, che si può riassumere in una divisione in tre sezioni:
- l'archistriatum, la porzione più antica, è rappresentato dall'amigdala
- il paleostriatum è rappresentato dal pallido
- il neostriatum, la porzione più recente, comprende il caudato ed il putamen.

#### Amigdala
L'amigdala è una formazione grigia di forma globosa, situata in profondità rispetto al pallido, da cui è separata per l'interposizione delle fibre della capsula interna, e connessa con l'apice della coda del nucleo caudato; caudalmente, essa continua con l'uncus della circonvoluzione dell'ippocampo. Anatomicamente l'amigdala può essere assegnata al lobo temporale.
I nuclei che compongono l'amigdala possono essere distinti in due gruppi, ossia:
- nuclei corticomediali, comprendenti i nuclei amigdaloidei mediale, corticale e centrale, l'area amigdaloidea anteriore ed il nucleo della stria olfattiva laterale
- nuclei basilaterali, comprendenti i nuclei amigdaloidei laterale, basale e basale accessorio.

Il nucleo centrale dell'amigdala è implicato in fenomeni di aggressività. L'ablazione bilaterale dell'amigdala produce una sindrome comportamentale peculiare che si manifesta con abolizione dell'aggressività, in modo per certi aspetti simile a quanto avviene nella lobotomia frontale.
Le proiezioni dell'amigdala si organizzano in due principali sistemi: la stria terminale e la via amigdalofuga.

#### Claustro
Il claustro è una sottile lamina di sostanza grigia, in continuità anteriormente con l'amigdala ed addossata alla corteccia insulare, dalla quale è separata soltanto per l'interposizione della capsula estrema; medialmente, la capsula esterna lo separa invece dal putamen. Il suo significato funzionale non è del tutto noto.

#### Corpo striato

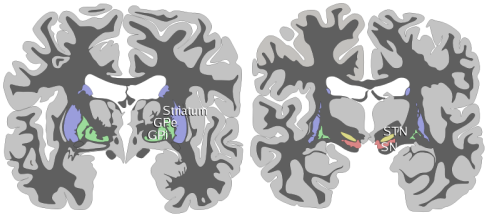
Schema della posizione dei nuclei della base in due differenti sezioni dell'encefalo

Il corpo striato è un voluminoso insieme di nuclei che deve il nome alla sua particolare organizzazione strutturale: esso è infatti composto da un'alternanza di formazioni grigie intersecate da fasci di sostanza bianca, che conferiscono alla struttura quel particolare aspetto "striato". Il corpo striato viene anatomicamente assegnato al lobo frontale.
La suddivisione in nuclei del corpo striato è operata dal sistema delle capsule di sostanza bianca del telencefalo. La capsula interna distingue così:
- il nucleo caudato, in posizione superomediale
- il nucleo lenticolare, in posizione inferolaterale.

Ulteriori suddivisioni vengono poi fatte all'interno di questi nuclei dagli altri tralci di sostanza bianca.
Il nucleo caudato ha la forma di una grossa virgola a direzione sagittale che contorna il margine superiore del talamo, da cui è separato per mezzo del solco optostriato. Esso si dispone a ricoprire la capsula interna, di cui forma il limite superiore. In esso si possono distinguere:
- una testa arrotondata, che costituisce l'estremità anteriore del nucleo e che, seguendo il decorso dei due talami, in avanti converge fin quasi a toccare la sua corrispondente dell'altro emisfero, da cui rimane separata solo per l'interposizione del setto pellucido
- un corpo allungato, che sormonta il talamo per tutta la sua lunghezza
- una coda, che curva sotto la capsula interna e si assottiglia fino a terminare nell'amigdala.

Il nucleo lenticolare è una formazione triangolare, con la punta rivolta verso il centro dell'encefalo, separato dal claustro per l'interposizione della capsula esterna. Esso viene poi ulteriormente suddiviso in due porzioni per l'interposizione di una sottile lamina di sostanza bianca, la lamina midollare laterale, che individua:
- il putamen, lateralmente ad essa, che costituisce la base del triangolo
- il globo pallido (o globus pallidus), medialmente ad essa. Il pallido può essere poi suddiviso in due ulteriori sezioni per l'interposizione di una seconda lamina bianca, detta lamina midollare mediale, che individua un pallido esterno ed un pallido interno: quest'ultimo costituisce l'apice del triangolo.

## Funzioni
I nuclei della base svolgono un ruolo importante nel controllo dei movimenti, volontari e meno, ma anche di alcune funzioni cognitive, tanto è vero che le delezioni o l'isolamento di queste strutture del telencefalo creano difficoltà nelle attività intellettive superiori.
Il controllo sulle attività motorie viene svolto grazie a notevoli connessioni con le vie discendenti (fasci di fibre direttamente connesse con interneuroni o motoneuroni sinaptati con effettori motori); queste connessioni non sono dirette con i fasci discendenti come si potrebbe pensare ma indirettamente tramite l'area 4 della corteccia (area motoria primaria). 
I nuclei (o gangli) della base, rielaborano quindi informazioni provenienti dalla corteccia e le riproiettano ad essa costituendo delle vere e proprie vie. Si possono quindi distinguere quattro circuiti:
- Circuito Scheletromotorio: controlla la messa in atto dei movimenti volontari e involontari (per es. la postura). Raccoglie informazioni provenienti dalle aree motorie e somestetiche, per poi proiettare verso le aree motorie frontali.
- Circuito Oculomotorio: controlla i movimenti saccadici degli occhi. Raccoglie informazioni provenienti dalle aree visive frontali (campi oculari frontali, cortecce orbitofrontali laterale e mediale, campi oculari supplementari) per poi proiettare verso il mesencefalo (dove si trovano i nuclei dei nervi cranici che innervano la muscolatura orbitaria).
- Circuito Prefrontale: è coinvolto nella pianificazione dei movimenti. Raccoglie informazioni dalle regioni frontali e parietali per poi proiettare verso le aree frontali.
- Circuito Limbico: presenta connessioni con il sistema limbico ed è quella parte deputata all'influenza emozionale, mnemonica ed esperienziale (apprendimento) sul movimento.

Possiamo inoltre individuare tre vie per l'elaborazione dell'informazione:
- Nella via diretta le informazioni provenienti dalla corteccia fanno sinapsi nello striato, da qui connessioni inibitorie (GABAergiche) raggiungono il complesso costituito da SNr-GPi (Sostanza nera del Sömmering e Globus pallidus interno); da qui sempre con proiezioni inibitorie si giunge al talamo (nuclei interessati: ventrale anteriore, ventrale laterale, dorsale mediale) il quale proietta con modalità eccitatoria verso la corteccia motoria. In questo caso la corteccia risulta essere attivata.
- Nella via indiretta le informazioni provenienti dalla corteccia raggiungono lo striato, da qui connessioni inibitorie (GABAergiche) raggiungono il globus pallidus esterno (GPe), il quale a sua volta proietta in modo inibitorio al nucleo subtalamico di Luys, che risulta quindi disinibito e può scaricare sul complesso SNr-GPi eccitandoli. SNr-GPi inibiscono quindi il talamo e di conseguenza, la corteccia risulta essere inibita perché il talamo stesso è inibito.
- La via iperdiretta raccoglie le informazioni provenienti dalla corteccia e le trasmette al SNr-GPi, passando per il nucleo subtalamico; ovviamente da SNr-GPi raggiungono talamo e corteccia.

## Anatomia comparata
Il telencefalo è una vescicola che dimostra avere con l'evoluzione la maggior plasticità mostrando peculiarità maggiori da una classe evolutiva all'altra perché, di fatto, l'evoluzione di questa vescicola coincide perfettamente con l'evoluzione dei Vertebrati.
Il telencefalo è formato da due vescicole che possono evolversi o per eversione o per inversione; nel primo caso daranno origine a un telencefalo unico mentre nel secondo caso daranno origine a un telencefalo a due emisferi separati.
La differenza principale fra l'everso e l'inverso è la posizione degli elementi costitutivi che lo compongono i quali rimangono costanti in tutte le classi evolutive; questa vescicola infatti è composta sempre da una archicorteccia dorsomediale, una paleocorteccia dorsolaterale, lo striato ventrolaterale e i nuclei del setto ventromediali.

## Patologia
Nel seguito è un elenco di alcune famiglie di malattie pertinenti gli emisferi cerebrali.
- malattie traumatiche
- malattie infiammatorie
- malattie circolatorie
- malattie tumorali
- malattie degenerative primarie
- malattie dello sviluppo
- malattie ereditarie
- malattie congenite
- malattie infettive
- malattie rare
- malattie genetiche

Nel seguito è un elenco di alcune malattie del telencefalo.
- Sindrome di Fahr